# Sifferlöst kollektivavtal
Sifferlösa kollektivavtal eller lokal lönebildning är en typ av kollektivavtal som kännetecknas av att de inte innehåller information om löneförändringar. I stället har parterna kommit överens om att löneutrymmet ska processas fram på lokal nivå utan inblandning från branschnivån. Lönen förhandlas antingen mellan de lokala parterna eller i samtal mellan chef och medarbetare. Avtalen innehåller bland annat skrivningar om hur förhandlingarna ska fortskrida om parterna inte kommer överens på lokal nivå.
I Sverige har löneökningstakten länge satts centralt på branschnivå. Det första sifferlösa avtalet tecknades 1992 mellan Almega och Salf (numera kallat Ledarna).
Under 2010-talet har alltfler fackförbund gått över till sifferlösa avtal. Vision, Akademikerförbundet SSR, Lärarnas Riksförbund, Lärarförbundet och Läkarförbundet tecknade sådana avtal första gången 2013. I maj 2013 meddelade Medlingsinstitutet att man räknade med att en fjärdedel av alla anställda med kollektivavtal skulle omfattas av ett sifferlöst avtal år 2015.
De sifferlösa avtalen har fått kritik från bland annat IF Metalls ordförande Anders Ferbe för att de kan hota den konkurrensutsatta industrins normerande roll för lönebildningen.